# Anik (Satellit)

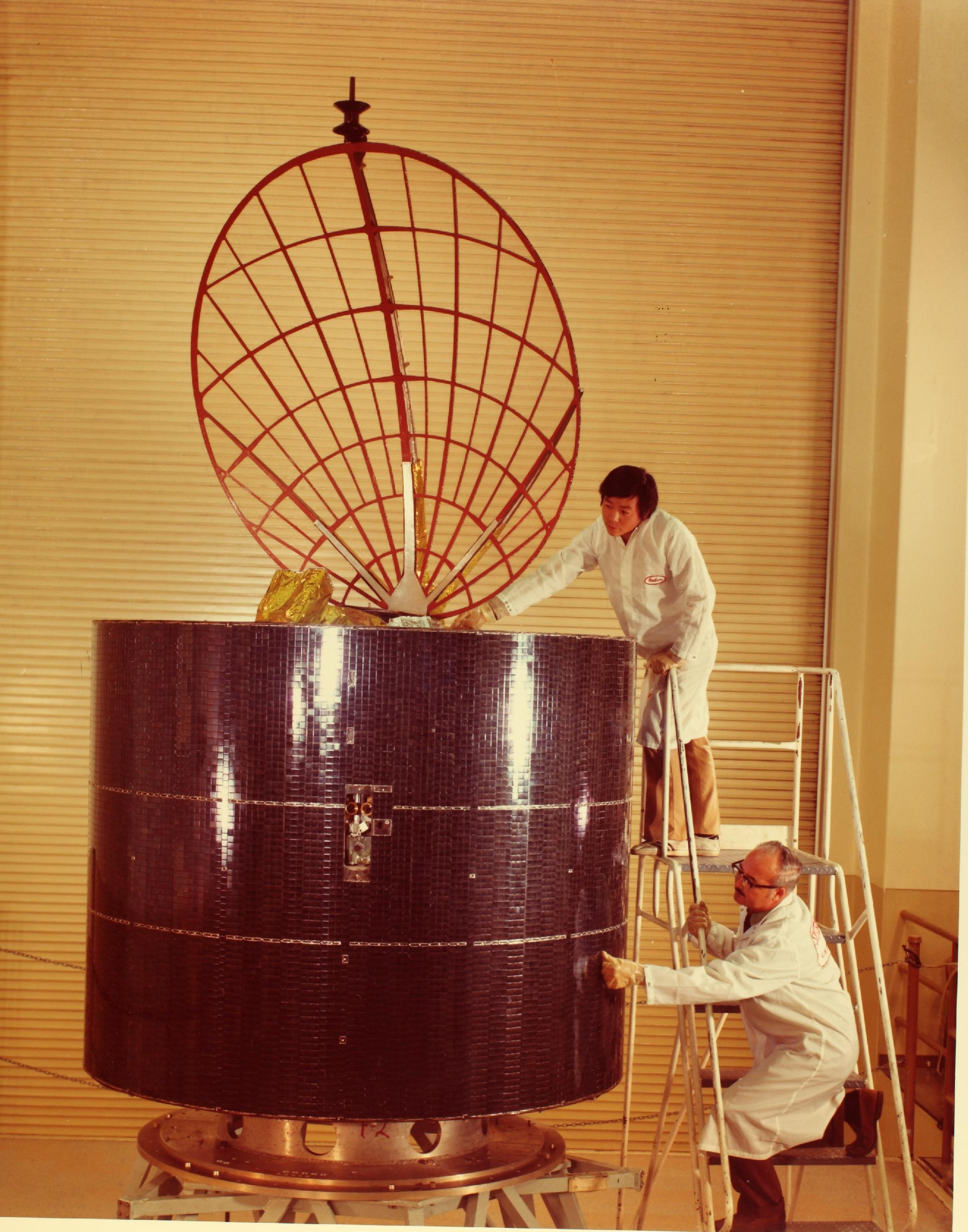
Anik A2 bei der Inspektion

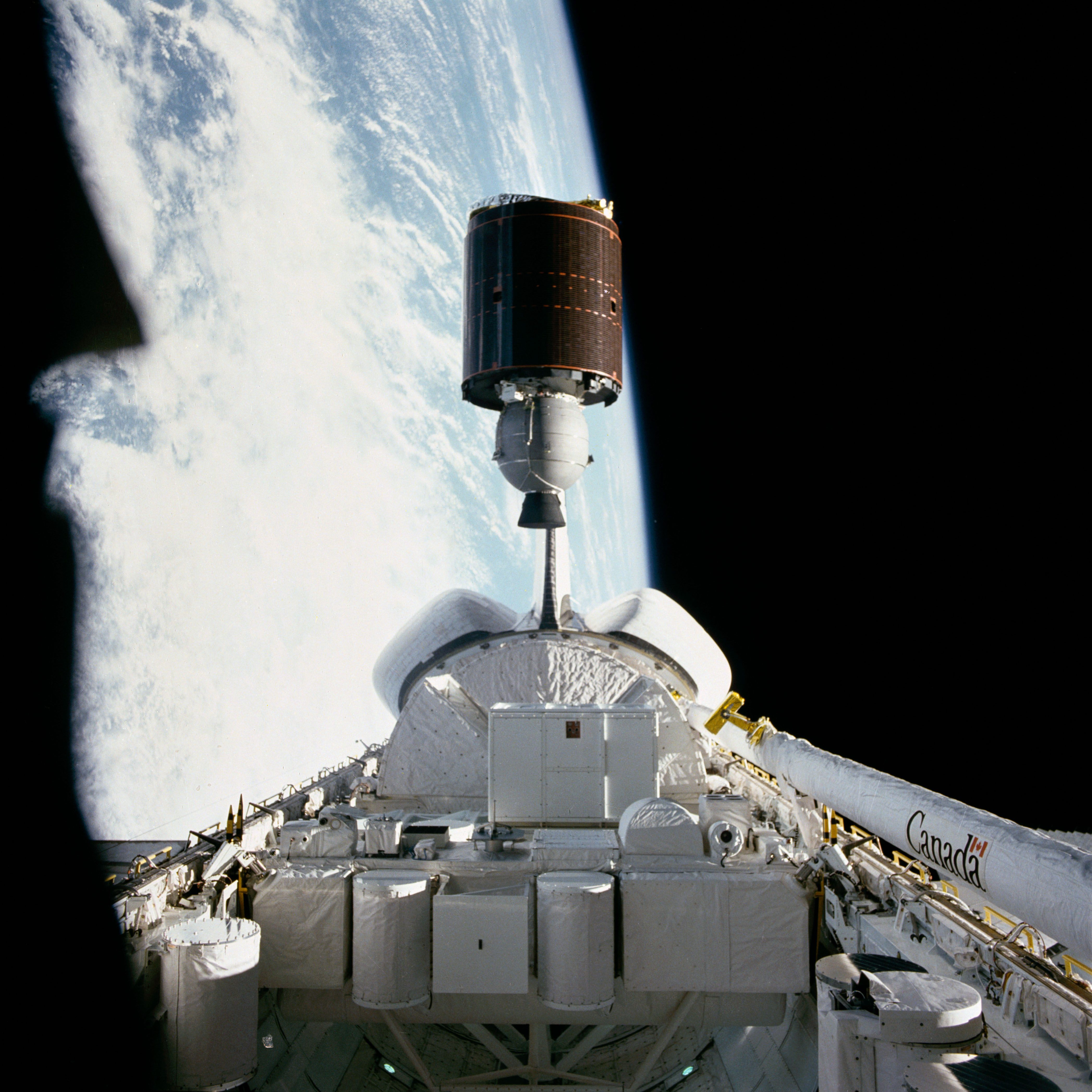
Aussetzen von Anik C2 während der Space-Shuttle-Mission STS-7

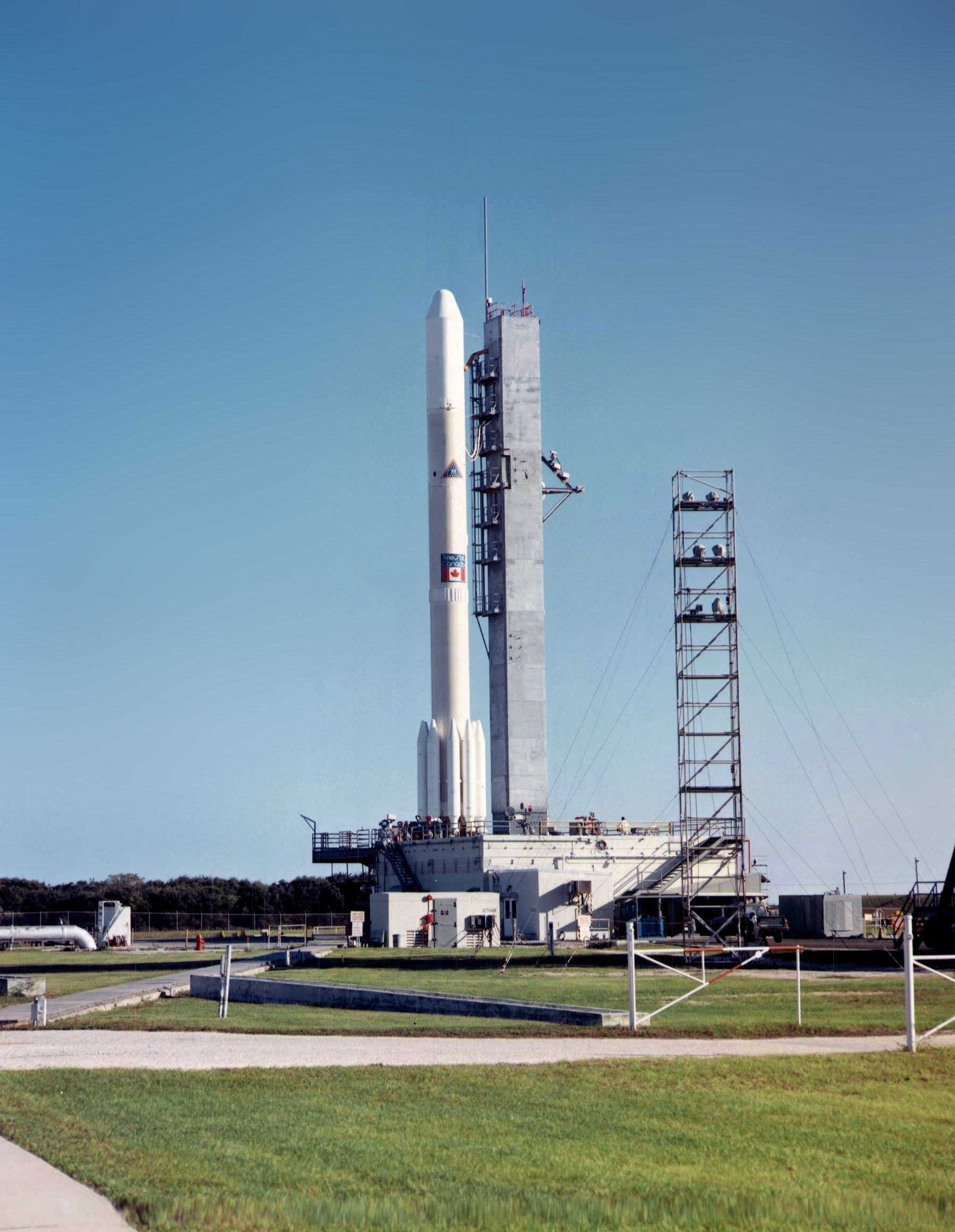
Anik A1 mit Delta-Rakete vor dem Start

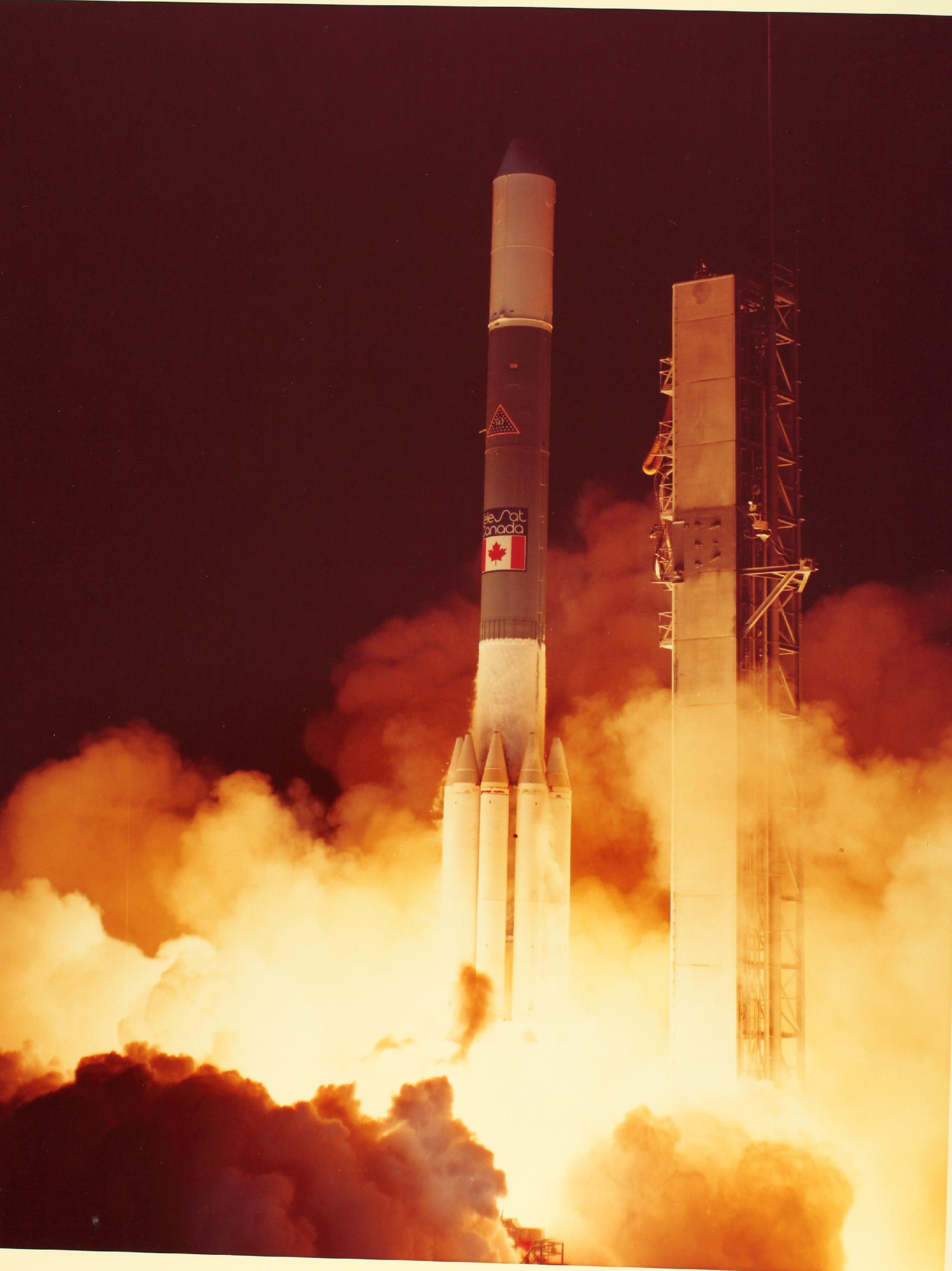
Anik B1 mit Delta-Rakete beim Start

Anik (Inuktitut für kleiner Bruder) ist der Name für eine Reihe geosynchroner Kommunikationssatelliten, die von Telesat Canada für das kanadische Fernsehen eingesetzt werden.

## Die Satelliten
| Name     | Andere Bez.                     | Startdatum (UTC)         | Trägerrakete     | Startplatz | Satellitenbus                  | Masse   | NSSDC-ID  | Position | Stillgelegt       |
| -------- | ------------------------------- | ------------------------ | ---------------- | ---------- | ------------------------------ | ------- | --------- | -------- | ----------------- |
| Anik A1  | TELESAT-1                       | 10. November 1972, 01:14 | Delta 1914       | CC LC-17B  | HS-333 (Hughes Aircraft)       | 560 kg  | 1972-090A | 29° O    | 15. Juli 1982     |
| Anik A2  | TELESAT-2                       | 20. April 1973           | Delta 1914       | CC LC-17B  | HS-333 (Hughes Aircraft)       | 560 kg  | 1973-023A | 60,8° O  | 6. Oktober 1982   |
| Anik A3  | TELESAT-3                       | 7. Mai 1975              | Delta 2914       | CC LC-17B  | HS-333 (Hughes Aircraft)       | 560 kg  | 1975-038A | 148,9° W | 21. November 1984 |
| Anik B1  | TELESAT-4                       | 16. Dezember 1978        | Delta 3914       | CC LC-17A  | AS-3000 (RCA Astro)            | 920 kg  | 1978-116A | 136,4° O | 1. Dezember 1986  |
| Anik C1  | TELESAT-9, Nahuel I1, Brasil 1T | 12. April 1985, 13:59    | Discovery/PAM-D  | KSC LC-39A | HS-376 (Hughes Aircraft)       | 1140 kg | 1985-028B | 157,9° W | 5. Mai 2003       |
| Anik C2  | Nahuel I2                       | 18. Juni 1983            | Challenger/PAM-D | KSC LC-39A | HS-376 (Hughes Aircraft)       | 1140 kg | 1983-059B | 166,3° W | 7. Januar 1998    |
| Anik C3  | TELESAT-5                       | 11. November 1982        | Columbia/PAM-D   | KSC LC-39A | HS-376 (Hughes Aircraft)       | 1140 kg | 1982-110C | 64° W    | 18. Juni 1997     |
| Anik D1  | TELESAT-6                       | 26. August 1982          | Delta 3920/PAM-D | CC LC-17B  | HS-376 (Hughes Aircraft)       | 1140 kg | 1982-082A | 44,1° W  | 16. Dezember 1991 |
| Anik D2  | Satcom 4R, Arabsat-1D           | 8. November 1984         | Discovery/PAM-D  | KSC LC-39A | HS-376 (Hughes Aircraft)       | 1140 kg | 1984-113B | 175,1° W | 31. Januar 1995   |
| Anik E1  |                                 | 26. September 1991       | Ariane-44P H10   | CSG ELA-2  | AS-5000 (General Electric)     | 2977 kg | 1991-067A | 152,5° O | 18. Januar 2005   |
| Anik E2  |                                 | 4. April 1991            | Ariane-44P H10   | CSG ELA-2  | AS-5000 (General Electric)     | 2977 kg | 1991-026A | 19,5° W  | 23. November 2005 |
| Anik E2R | Galaxy 3R                       | 15. Dezember 1995        | Atlas-IIA        | CC LC-36A  | HS-601 (Hughes Aircraft)       | 3069 kg | 1995-069A | 123° W   | Januar 2006       |
| Anik F1  |                                 | 21. November 2000, 23:56 | Ariane-44L H10-3 | CSG ELA-2  | BSS-702 (Boeing)               | 4711 kg | 2000-076A | 107,3° W |                   |
| Anik F1R |                                 | 8. September 2005, 19:53 | Proton-M/Bris-M  | Ba 200/39  | Eurostar-3000S (EADS Astrium)  | 4500 kg | 2005-036A | 107,3° W |                   |
| Anik F2  |                                 | 18. Juli 2004, 00:44     | Ariane 5G+       | CSG ELA-3  | BSS-702 (Boeing)               | 5950 kg | 2004-027A | 111,1° W |                   |
| Anik F3  |                                 | 9. April 2007            | Proton-M/Bris-M  | Ba 200/39  | Eurostar-3000S (EADS Astrium)  | 4600 kg | 2007-009A | 118,7° W |                   |
| Anik G1  |                                 | 15. April 2013, 18:36    | Proton-M/Bris-M  | Ba 200/39  | SSL-1300 (Space Systems/Loral) | 4905 kg | 2013-014A | 107,3° W |                   |

### Anik A
Durch die Anik-A-Satelliten reichte der CBC zum ersten Mal bis in den Norden Kanadas. Jeder der Satelliten war mit 12 C-Band-Transpondern ausgestattet, wodurch sie jeweils eine Kapazität von 12 Farbfernsehsendern hatten.

### Anik B
Der Satellit Anik-B hatte wie die Anik-A-Satelliten 12 C-Band-Transponder und zusätzlich noch 6 Ku-Band-Transponder.
Er wurde 1978 gestartet und war der Nachfolger der Anik-A-Serie und des Versuchssatelliten Hermes (auch bekannt als Communications Technology Satellite, oder CTS).

### Anik C
Die Anik-C-Satelliten waren dreimal so leistungsfähig wie die Anik-A-Satelliten. Sie hatten jeweils 16 Ku-Band-Transponder.
Anik C3 wurde für Kanadas ersten Pay-TV-Sender genutzt.

### Anik D
Ebenso wie die Anik-C-Satelliten basierten die Anik-D-Satelliten auf dem Satellitenbus HS-376 von Hughes, sendeten jedoch im C-Band.

### Anik E
Die beiden Anik-E-Satelliten wurden 1991 gestartet, um die Anik-D-Satelliten zu ersetzen. Sie waren mit 24 C-Band und 16 Ku-Band Transpondern ausgestattet.
Am 20. Januar 1994 fielen nach einem Solarsturm die Gyroskope beider Satelliten aus, wodurch die Antennen nicht mehr korrekt ausgerichtet wurden und keine Signale mehr übertragen werden konnten. Bei Anik E1 konnte nach wenigen Stunden auf ein Reservesystem umgeschaltet werden, dies war bei Anik E2 jedoch ebenfalls defekt, so dass dieser Satellit erst nach fünf Monaten den Betrieb wieder aufnehmen konnte.